# 3850 Peltier
Peltier (asteroide 3850) é um asteroide da cintura principal, a 1,874036 UA. Possui uma excentricidade de 0,1613474 e um período orbital de 1 220,08 dias (3,34 anos).
Peltier tem uma velocidade orbital média de 19,92483916 km/s e uma inclinação de 5,26734º.
Este asteroide foi descoberto em 7 de Outubro de 1986 por Edward Bowell.